# Poststation (Einheit)
Poststation wurde ein bayrisches Längenmaß genannt, das in der Pfalz nur geduldet seit 1812 im Klein- und Privathandel verwendet werden durfte. Unter der Festlegung, dass ein Meter gleich 3,425 altbayrische Fuß war, galt:
- 1 Poststation = 2 Postmeilen = 50.812 altbayrische Fuß = 14.830 Meter
  - 1 Postmeile = 2 Poststunden  = 25.406 altbayrische Fuß = 7414 Meter
  - 1 Poststunde = 12.703 altbayrischer Fuß = 3707 Meter